# Obreck
Ne doit pas être confondu avec Obrick.
Obreck est une commune française située dans le département de la Moselle en région Grand Est.

## Géographie
La commune fait partie du Parc naturel régional de Lorraine.

### Communes limitrophes
| Burlioncourt |        |              |
|              | Obreck | Château-Voué |
| Hampont      |        |              |

### Hydrographie
La commune est située dans le bassin versant du Rhin au sein du bassin Rhin-Meuse. Elle est drainée par la Petite Seille et le ruisseau de la Flotte.
La Petite Seille, d'une longueur totale de 25,5 km, prend sa source dans la commune de Racrange et se jette  dans la Seille à Salonnes, après avoir traversé 15 communes.
Le ruisseau de la Flotte, d'une longueur totale de 11 km, prend sa source dans la commune de Lidrezing et se jette  dans la Petite Seille à Hampont en limite avec Burlioncourt, après avoir traversé cinq communes.

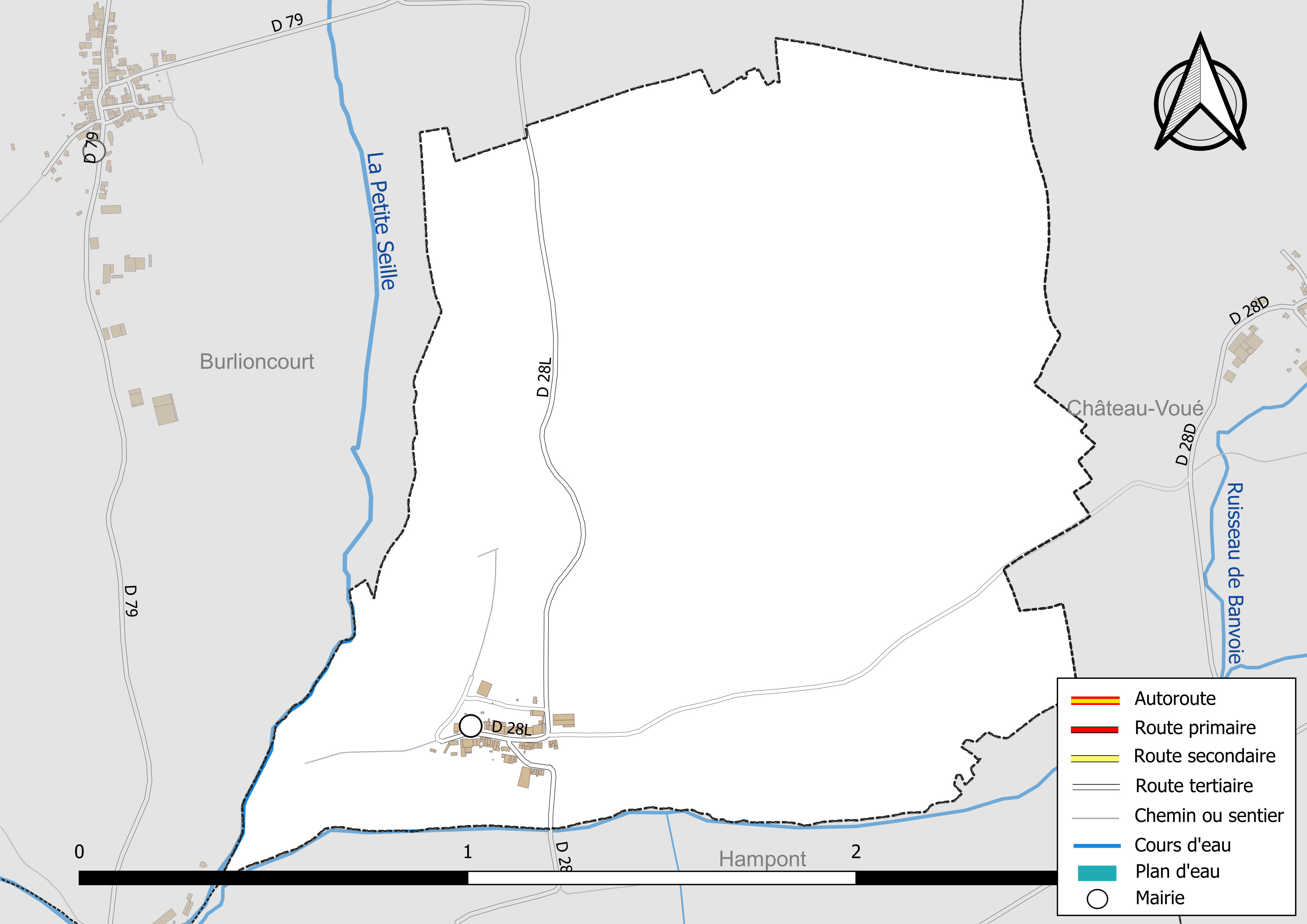
Réseaux hydrographique et routier d'Obreck.

La qualité de la Petite Seille et du ruisseau de la Flotte peut être consultée sur un site spécial géré par les agences de l’eau et l’Agence française pour la biodiversité. Ainsi en 2020, dernière année d'évaluation disponible en 2022, l'état écologique du ruisseau de la Flotte était jugé bon (vert).

### Climat
Pour des articles plus généraux, voir Climat du Grand Est et Climat de la Moselle.
En 2010, le climat de la commune est de type climat des marges montargnardes, selon une étude du Centre national de la recherche scientifique s'appuyant sur une série de données couvrant la période 1971-2000. En 2020, Météo-France publie une typologie des climats de la France métropolitaine dans laquelle la commune est exposée à un climat semi-continental et est dans la région climatique  Lorraine, plateau de Langres, Morvan, caractérisée par un hiver rude (1,5 °C), des vents modérés et des brouillards fréquents en automne et hiver. 
Pour la période 1971-2000, la température annuelle moyenne est de 9,9 °C, avec une amplitude thermique annuelle de 17,1 °C. Le cumul annuel moyen de précipitations est de 845 mm, avec 11,4 jours de précipitations en janvier et 9,2 jours en juillet. Pour la période 1991-2020, la température moyenne annuelle observée sur la station météorologique de Météo-France la plus proche, « Rodalbe », sur la commune de Rodalbe à 11 km à vol d'oiseau, est de 10,6 °C et le cumul annuel moyen de précipitations est de 737,2 mm. 
La température maximale relevée sur cette station est de 38,7 °C, atteinte le 24 juillet 2019 ; la température minimale est de −18,1 °C, atteinte le 26 décembre 2010,,. 
Les paramètres climatiques de la commune ont été estimés pour le milieu du siècle (2041-2070) selon différents scénarios d'émission de gaz à effet de serre à partir des nouvelles projections climatiques de référence DRIAS-2020. Ils sont consultables sur un site spécial publié par Météo-France en novembre 2022.

## Urbanisme

### Typologie
Au 1er janvier 2024, Obreck est catégorisée commune rurale à habitat dispersé, selon la nouvelle grille communale de densité à sept niveaux définie par l'Insee en 2022.
Elle est située hors unité urbaine et hors attraction des villes,.

### Occupation des sols
L'occupation des sols de la commune, telle qu'elle ressort de la base de données européenne d’occupation biophysique des sols Corine Land Cover (CLC), est marquée par l'importance des territoires agricoles (100 % en 2018), une proportion identique à celle de 1990 (100 %). La répartition détaillée en 2018 est la suivante : 
terres arables (71,4 %), prairies (21 %), zones agricoles hétérogènes (7,6 %). L'évolution de l’occupation des sols de la commune et de ses infrastructures peut être observée sur les différentes représentations cartographiques du territoire : la carte de Cassini (XVIIIe siècle), la carte d'état-major (1820-1866) et les cartes ou photos aériennes de l'IGN pour la période actuelle (1950 à aujourd'hui).

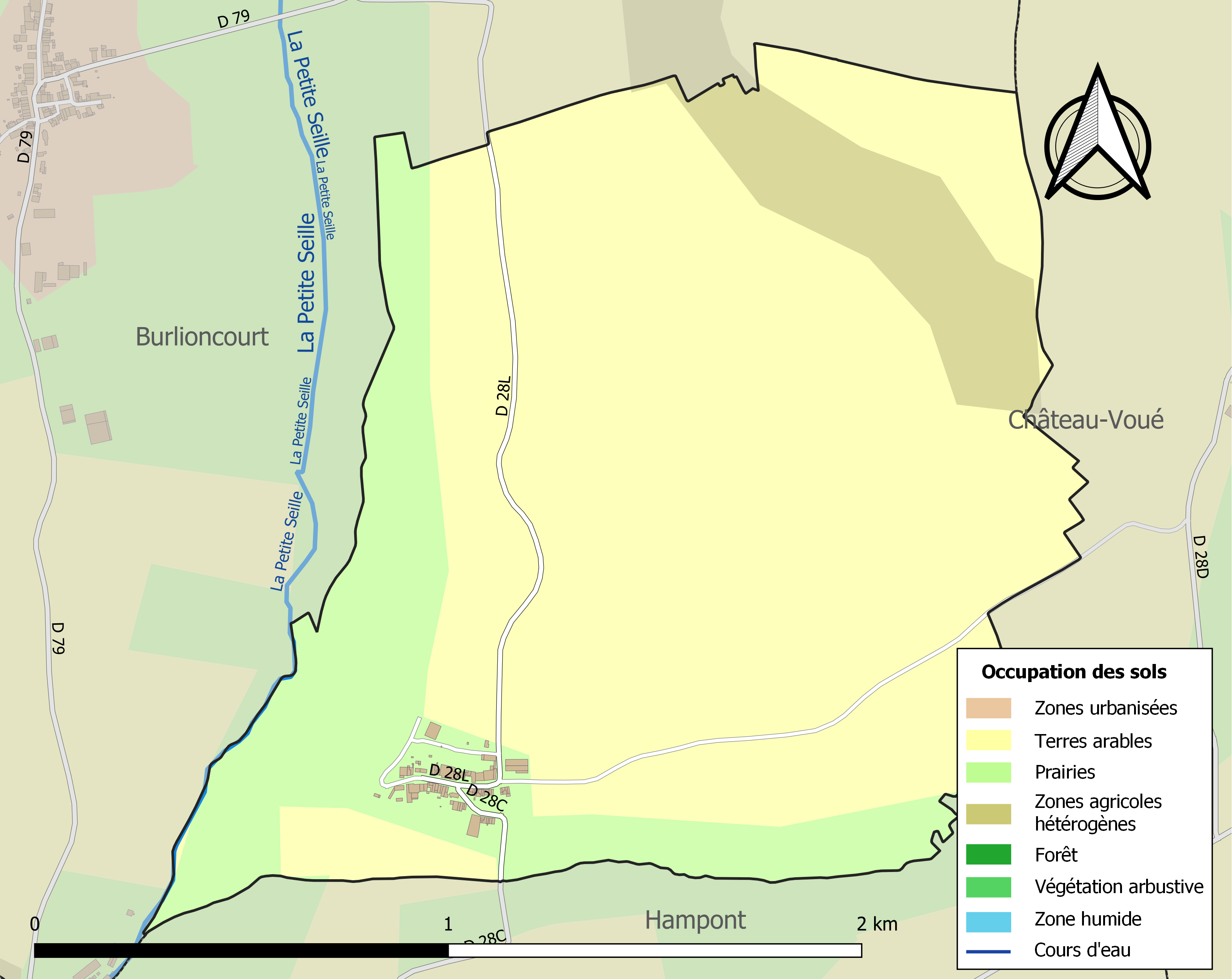
Carte des infrastructures et de l'occupation des sols de la commune en 2018 (CLC).

## Toponymie
- De obaro/ober (élevé) + ecke (pointe)[16].
- Anciens noms[16],[17] : Obrechen (1271), Obrickes (1349), Oberekes (1309), Obrick (1335), Oberecke (XVe siècle), Obrecken (1553), Obrech (1600), Obrich (1719), Aubrich (Cassini), Obreck (1793), Obreck (1871-1918).

## Politique et administration
| Période                                  | Période    | Identité             | Étiquette | Qualité            |
| ---------------------------------------- | ---------- | -------------------- | --------- | ------------------ |
| 1934                                     | 1939       | François Beaudoin    | PAPF      | Député             |
| 1945                                     | 1978       | Jules Thiriet        | RPF       | Député 1946 à 1968 |
| février 1984                             | mars 2001  | Marguerite Canteneur |           |                    |
| mars 2001                                | 2006       | François Doussot     |           |                    |
| Novembre 2006                            | avril 2014 | Françoise Edler      | SE        |                    |
| avril 2014                               | mai 2020   | Didier Geoffroy      |           |                    |
| mai 2020                                 | En cours   | Laëtitia Roth        |           |                    |
| Les données manquantes sont à compléter. |            |                      |           |                    |

## Démographie
L'évolution du nombre d'habitants est connue à travers les recensements de la population effectués dans la commune depuis 1793. Pour les communes de moins de 10 000 habitants, une enquête de recensement portant sur toute la population est réalisée tous les cinq ans, les populations de référence des années intermédiaires étant quant à elles estimées par interpolation ou extrapolation. Pour la commune, le premier recensement exhaustif entrant dans le cadre du nouveau dispositif a été réalisé en 2007.

En 2022, la commune comptait 37 habitants, en évolution de −2,63 % par rapport à 2016 (Moselle : +0,52 %, France hors Mayotte : +2,11 %).
| 1793 | 1800 | 1806 | 1821 | 1831 | 1836 | 1841 | 1846 | 1851 |
| ---- | ---- | ---- | ---- | ---- | ---- | ---- | ---- | ---- |
| 147  | 159  | 147  | 187  | 188  | 191  | 180  | 177  | 189  |

| 1856 | 1861 | 1871 | 1875 | 1880 | 1885 | 1890 | 1895 | 1900 |
| ---- | ---- | ---- | ---- | ---- | ---- | ---- | ---- | ---- |
| 158  | 162  | 155  | 165  | 158  | 169  | 217  | 144  | 154  |

| 1905 | 1910 | 1921 | 1926 | 1931 | 1936 | 1946 | 1954 | 1962 |
| ---- | ---- | ---- | ---- | ---- | ---- | ---- | ---- | ---- |
| 150  | 139  | 106  | 104  | 97   | 97   | 87   | 86   | 90   |

| 1968 | 1975 | 1982 | 1990 | 1999 | 2006 | 2007 | 2012 | 2017 |
| ---- | ---- | ---- | ---- | ---- | ---- | ---- | ---- | ---- |
| 62   | 55   | 39   | 46   | 40   | 51   | 53   | 44   | 36   |

| 2022 | - | - | - | - | - | - | - | - |
| ---- | - | - | - | - | - | - | - | - |
| 37   | - | - | - | - | - | - | - | - |

## Culture locale et patrimoine

### Lieux et monuments
- Traces d'une voie romaine.
- l'église Saint-Clément XIXe siècle.

### Personnalités liées à la commune
- Jules Hubert Thiriet, né le 30 mars 1906 à Obreck et décédé le 6 janvier 1984 à Nancy (Meurthe-et-Moselle). Maire d’Obreck de 1945 à 1978 et conseiller général de 1945 à 1972, constamment réélu député de la Moselle à partir de 1946 jusqu'à ce qu’il se retire de la vie politique nationale en 1968.

### Héraldique
| Blason de Obreck | Blason  | Ecartelé aux 1 et 4 d'argent à la serre d'aigle de sable et aux 2 et 3 de gueules à deux saumons adossés d'argent |
| Blason de Obreck | Détails | Le statut officiel du blason reste à déterminer.                                                                  |